# نینه
نینه روستایی در دهستان خورهه بخش مرکزی شهرستان محلات استان مرکزی ایران است.
شغل مردم روستا عموماً دامداری و کشاورزی می‌باشد. همچنین جوانان روستا اغلب در روستای ابگرم که در نزدیکی این روستامی باشد مشغول به ارائه خدمات به هموطنانی هستند که جهت استفاده از آبهای درمانی تشریف می‌آورند.

## زبان
اهالی نینه محلات لر هستند و به دو دسته بختیاری و زندی تقسیم می شوند که بختیاری ها به گویش بختیاری و زندی ها به لری شمالی صحبت می کنند . گویش مشترک بین دو طایفه لری است.

## جمعیت
بر پایه سرشماری عمومی نفوس و مسکن در سال ۱۳۹۵ جمعیت این روستا ۱۰۵ نفر (۴۵خانوار) بوده‌است.